# Ismael Tajouri-Shradi
Ismael Tajouri-Shradi (ur. 28 marca 1994 w Bernie) – libijski piłkarz austriackiego pochodzenia grający na pozycji prawego napastnika w amerykańskim klubie Los Angeles FC.

## Kariera juniorska
Tajouri-Shradi swoją karierę zaczynał w klubie DSV Fortuna 05 Wien, gdzie grał w latach 2003–2004. Przez lata 2004–2008 występował on w Austrii Wiedeń. Potem, w latach 2008–2009 piłkarz ten grał dla 1. Wiener Neustädter SC. W 2009 roku powrócił on do Austrii Wiedeń, 5 lipca 2011 roku trafiając do jej rezerw.

## Kariera seniorska

### Austria Wiedeń B
Tajouri-Shradi zadebiutował dla rezerw Austrii Wiedeń 1 września 2019 roku w meczu z Columbią Floridsdorf (wyg. 3:0). Pierwszą bramkę piłkarz ten strzelił 31 maja 2012 roku w wygranym 1:2 spotkaniu przeciwko FC Parsdorf. Libijczyka cofnięto do rezerw Austrii Wiedeń latem 2015 roku – od 31 lipca do 14 sierpnia. Ostatecznie dla tego klubu zawodnik ten rozegrał 50 meczów, strzelając 11 goli.

### Austria Wiedeń
Tajouri-Shradi trafił do pierwszej drużyny Austrii Wiedeń 31 stycznia 2013 roku. Debiut dla niej zaliczył on 21 lipca 2016 roku w wygranym 1:4 spotkaniu przeciwko FK Kukësi. Premierowego gola piłkarz ten strzelił 3 dni później w meczu z SKN St. Pölten (wyg. 1:2). Łącznie dla Austrii Wiedeń Libijczyk wystąpił w 75 spotkaniach i zdobył 11 bramek.

### SCR Altach
Tajouri-Shradi grał jako wypożyczony zawodnik dla SCR Altach dwa razy: od 30 stycznia 2014 do 30 czerwca 2015 oraz od 31 sierpnia 2015 do 30 czerwca 2016. Zadebiutował on w barwach tego zespołu 28 lutego 2014 roku w meczu z SV Kapfenberg (wyg. 2:0). Pierwszą bramkę zawodnik ten zdobył 7 marca 2014 roku w zremisowanym 2:2 spotkaniu przeciwko First Vienna FC, zaliczając dublet. Ostatecznie dla SCR Altach Libijczyk rozegrał 60 meczów, w których strzelił 10 bramek.

### New York City
Tajouri-Shradi podpisał kontrakt z New York City 12 stycznia 2018 roku. Debiut dla tego klubu zaliczył on 5 marca 2018 roku w wygranym 0:2 spotkaniu przeciwko Sporting Kansas City. Pierwszego gola piłkarz ten strzelił 17 marca 2018 roku w meczu z Orlando City SC (wyg. 2:0). Do 27 marca 2021 roku dla New York City Libijczyk wystąpił w 71 meczach, zdobywając 22 bramki.

## Kariera reprezentacyjna
| Numer | Przeciwko         | Ranga                                     | Data                 | Gole | Asysty | Wynik (żół. remisy, czer. porażki) |
| ----- | ----------------- | ----------------------------------------- | -------------------- | ---- | ------ | ---------------------------------- |
| 1     | Południowa Afryka | Puchar Narodów Afryki 2019 – kwalifikacje | 8 września 2018      | 0    | 0      | 0:0                                |
| 2     | Nigeria           | Puchar Narodów Afryki 2019 – kwalifikacje | 13 października 2018 | 0    | 0      | 4:0                                |
| 3     | Nigeria           | Puchar Narodów Afryki 2019 – kwalifikacje | 16 października 2018 | 0    | 0      | 2:3                                |
| 4     | Południowa Afryka | Puchar Narodów Afryki 2019 – kwalifikacje | 24 marca 2019        | 0    | 0      | 1:2                                |

## Sukcesy
Sukcesy klubowe:
- 1 miejsce w 2. Lidze – 1x, z SCR Altach, sezon 2013/2014